# جنی یوگو
جنی یوگو (انگلیسی: Jenny Jugo؛ ‏ ۱۴ ژوئن ۱۹۰۴ – ۳۰ سپتامبر ۲۰۰۱) بازیگر سینما اهل اتریش بود. وی بین سال‌های ۱۹۲۵ تا ۱۹۵۰ میلادی فعالیت می‌کرد.
از فیلم‌ها یا برنامه‌های تلویزیونی که وی در آن نقش داشته‌است می‌توان به عشق بزرگ و کوچک اشاره کرد.
وی همچنین برندهٔ جوایزی همچون جایزه فیلم آلمان شده‌است.